# Jakob Kozelczyk
Jakob Kozelczyk, auch Kozelczuk oder Gorzelezyk, (hebräisch יעקב קוזלצ'יק; * 13. Juli 1902 in Krynica-Zdrój, Österreich-Ungarn; † 13. Juni 1953 in Cholon, Israel) war ein israelisch-kubanischer Ringer und Schausteller polnischer Herkunft. Als Häftling des Konzentrationslager Auschwitz war er als Kalfaktor im Block 11 tätig.

## Frühe Jahre: Auswanderung, Schausteller und Ringer

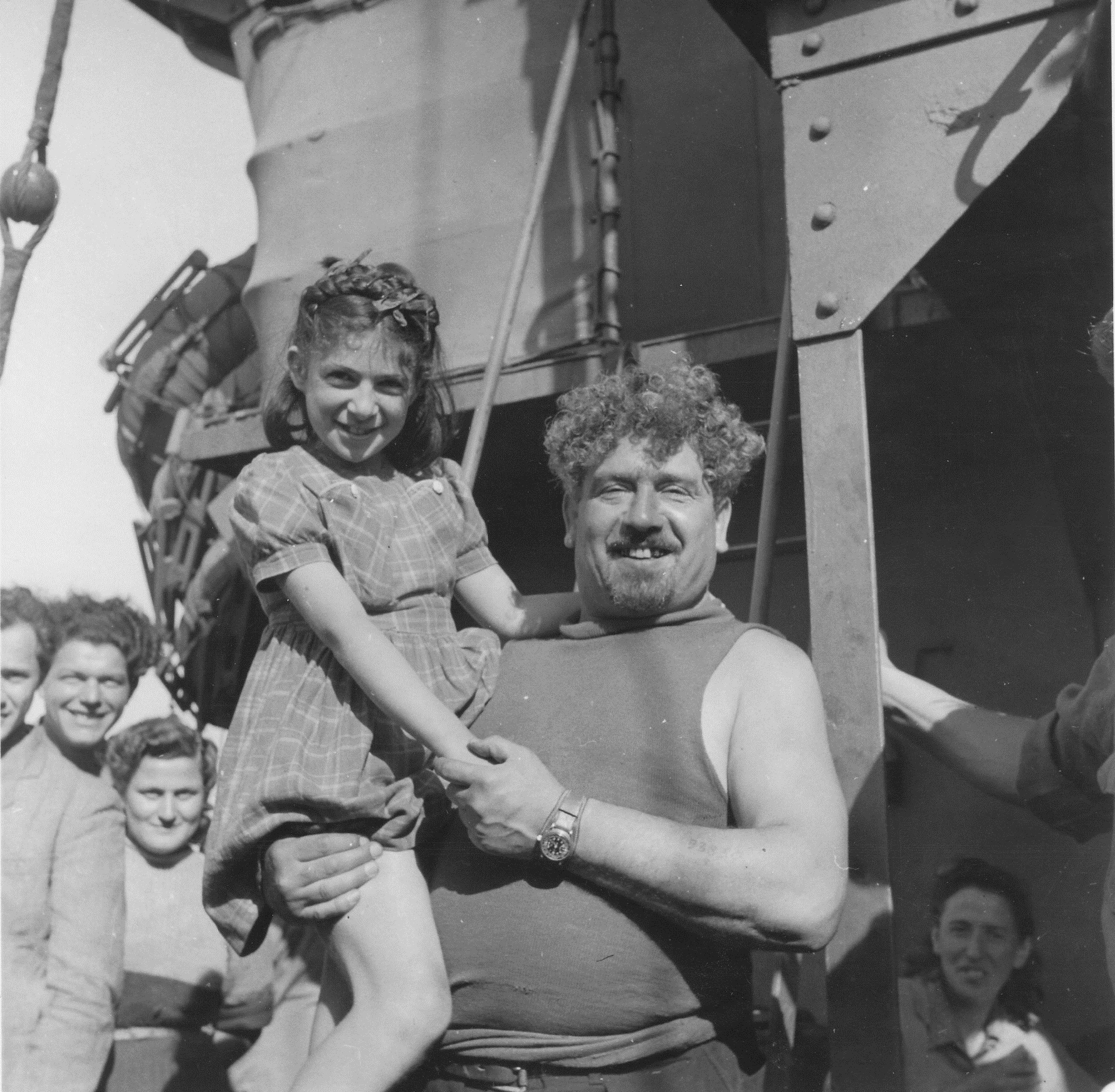
Jakob Kozelczyk an Bord eines Einwanderungsschiffs, Juni 1946

Jakob Kozelczyk wurde in der Stadt Krynica-Zdrój, in der Nähe von Białystok als Sohn des Gerbers Yitzhak Kozelczyk und dessen Ehefrau Sarah geboren. Nach dem Tod beider Eltern wurde Jakob bereits im Alter von acht Jahren zum Vollwaisen und war fortan weitestgehend auf sich alleine gestellt. Bereits in jungen Jahren fiel dieser jedoch aufgrund seiner außergewöhnlichen Muskelkraft und seines großen, muskulösen Körpers auf. Im Alter von 18 Jahren verließ er Polen und zog zu Verwandten nach Kuba, wo er zunächst als Verlader im Hafen von Havanna arbeitete. Nur kurze Zeit später schloss sich der mittlerweile 130 Kilogramm schwere Kozelczyk einem Wanderzirkus als professioneller Wrestler an und tourte durch die USA, Mexiko und Argentinien.
Während eines Aufenthaltes des deutschen Boxweltmeisters im Schwergewicht, Max Schmeling, in den USA sei Kozelczyk laut eigenen Angaben als dessen Bodyguard und Sparringpartner tätig gewesen, was Schmeling jedoch Jahre später dementierte. Als Teil einer internationalen Gruppe von Ringern kehrte Kozelczyk im Jahr 1938 nach Europa zurück und tourte unter anderem auch durch Polen, wo er in Sokółka seine spätere Frau kennenlernte.

## Zweiter Weltkrieg: KZ-Häftling

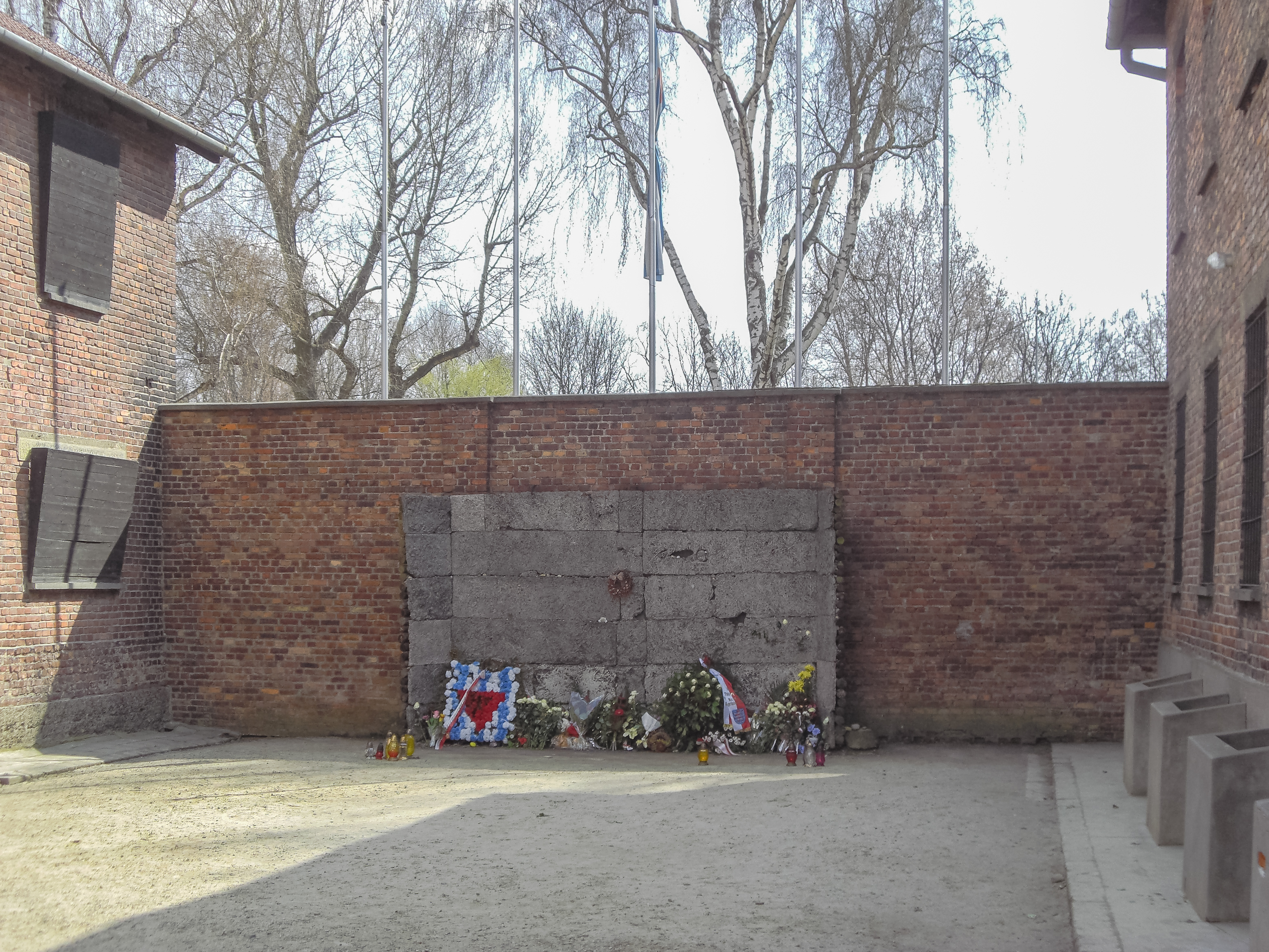
Schwarze Wand, Block 11

Während der deutschen Besetzung Polens wurden im November 1942 seine Ehefrau und die beiden gemeinsamen Kinder ins Vernichtungslager Treblinka deportiert und dort im Zuge des Holocaust ermordet. Kozelcyk selbst kam am 26. Januar 1943 in einem RSHA-Transport gemeinsam mit 2300 Juden aus dem Ghetto in Sokółka in dem Konzentrationslager Auschwitz-Birkenau an. Unmittelbar nach Ankunft des Deportationszuges wurden 2107 Personen in den Gaskammern ermordet. Kozelzczyk erhielt die Häftlingsnummer 93.830. Aufgrund seines außergewöhnlich athletischen Körperbaus überstand er die Selektion und wurde ins Lager eingewiesen. Später wurde ihm die Tätigkeit des Kalfaktors im Lagergefängnis (Block 11, auch Todesblock oder Bunker genannt) übertragen. Zunächst war dort Kozelcyzk Gehilfe des polnischen Häftlings Hans Musioł, bis er diesen im Mai 1943 als Kalfaktor ablöste. Im Lager war er als Bunker-Jakob bekannt.
Als Funktionshäftling war er unter anderem für das Öffnen, Verschließen und Reinigen der Arrest-, Steh- und Dunkelzellen, für die Essensverteilung an die Häftlinge und den Vollzug der Prügelstrafe zuständig. Außerdem musste er die nackten Todeskandidaten aus dem Bunker zur Hinrichtung an die schwarze Wand führen, sie beim Erschießen festhalten und anschließend die Leichen wegtragen.

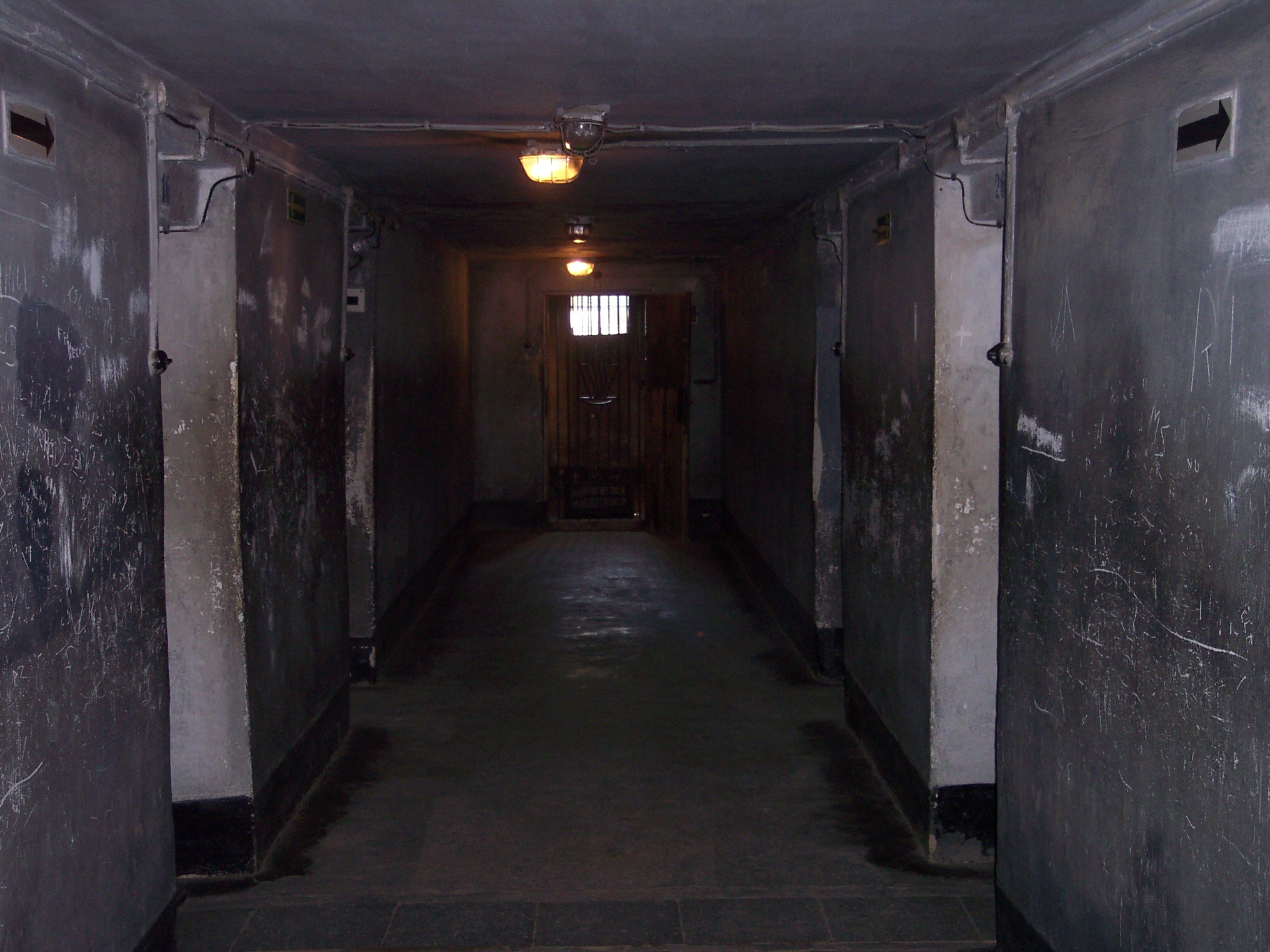
Block 11, Arrestzellen im Keller

„Auch in Auschwitz stellte er seine Bärenkräfte oft unter Beweis, wenn er sonntags nachmittags auf dem Platz vor der Häftlingsküche vor Tausenden von Häftlingen und zahlreichen SS-Männern Eisenstangen hinter seinem Rücken U-förmig verbog. Seine Kräfte hatten ihm auch bei den SS-Leuten Respekt verschafft und zu seiner Stellung als Gefängniskalfaktor verholfen. Dort konnte man solch einen Hühnen gut brauchen, vor allem dann, wenn Häftlinge aus dem Bunker zur Erschießung vor die schwarze Wand im Hof geführt werden mussten. Dennoch gehörte Jakob zu jenen Menschen, die sich oft durch außergewöhnliche Hilfsbereitschaft und Gutmütigkeit auszuzeichnen pflegen.“

„Als Bunkerkalfaktor hatte er auch Prügelstrafen zu exekutieren. Thomas Geve schreibt, dass erfahrene Häftlinge froh waren, wenn sie diese Strafe von Jakob anstelle von einem SS-Mann erhielten, denn er war zwar furchterregend anzuschauen, wenn er jemandem 25 Hiebe aufzählte, aber die Wirkung seiner Schläge war schwächer als die von SS-Angehörigen. Joseph Hermann bezeugt, dass ihm Jakob, als er zu 25 Stockhieben verurteilt worden war, diese Strafe "in schonender Art" verabreicht hat, so dass er keine erheblichen Verletzungen davontrug, sondern Blutergüsse.“

„Jakob, von Blockschreiber Jan Pilecki als Analphabet bezeichnet, sprach ein sonderbares Gemisch von Jiddisch und Deutsch, Polnisch und Russisch. Ich habe ihn so aufmerksam beobachtet, wie ein Inhaftierter alles betrachtet, was sich außerhalb seiner Zelle abspielt. Als er eines Tages erwähnt hat, daß er auch in Südamerika war, verständigte ich mich von da ab mit ihm durch Brocken in spanischer Sprache. So konnten wir ziemlich sicher sein, bei den kurzen Gesprächen keine unerwünschten Zuhörer zu haben, wenn er allein die Zellen zu öffnen hatte. Er informierte mich und übermittelte Nachrichten an Gefangene in anderen Zellen.“

Nachdem die Rote Armee die Weichsel-Oder-Operation gestartet hatte und sich dem Lager näherte, wurden zwischen dem 17. und 21. Januar 1945 fast 56.000 Häftlinge gezwungen, auf einem Todesmarsch westwärts zu gehen. Ab 18. Januar 1945 befand sich auch Kozelczyk unter den Häftlingen, welche den Fußmarsch nach Westen, zunächst über das Konzentrationslager Groß-Rosen und anschließend in das Außenlager Leitmeritz des KZ Flossenburg antreten mussten, wo Kozelczyk ebenfalls als Kapo tätig war. Nach der Kapitulation der Wehrmacht wurde das KZ-Außenlager Leitmeritz offiziell am 8. Mai 1945 geschlossen.

## Nachkriegszeit

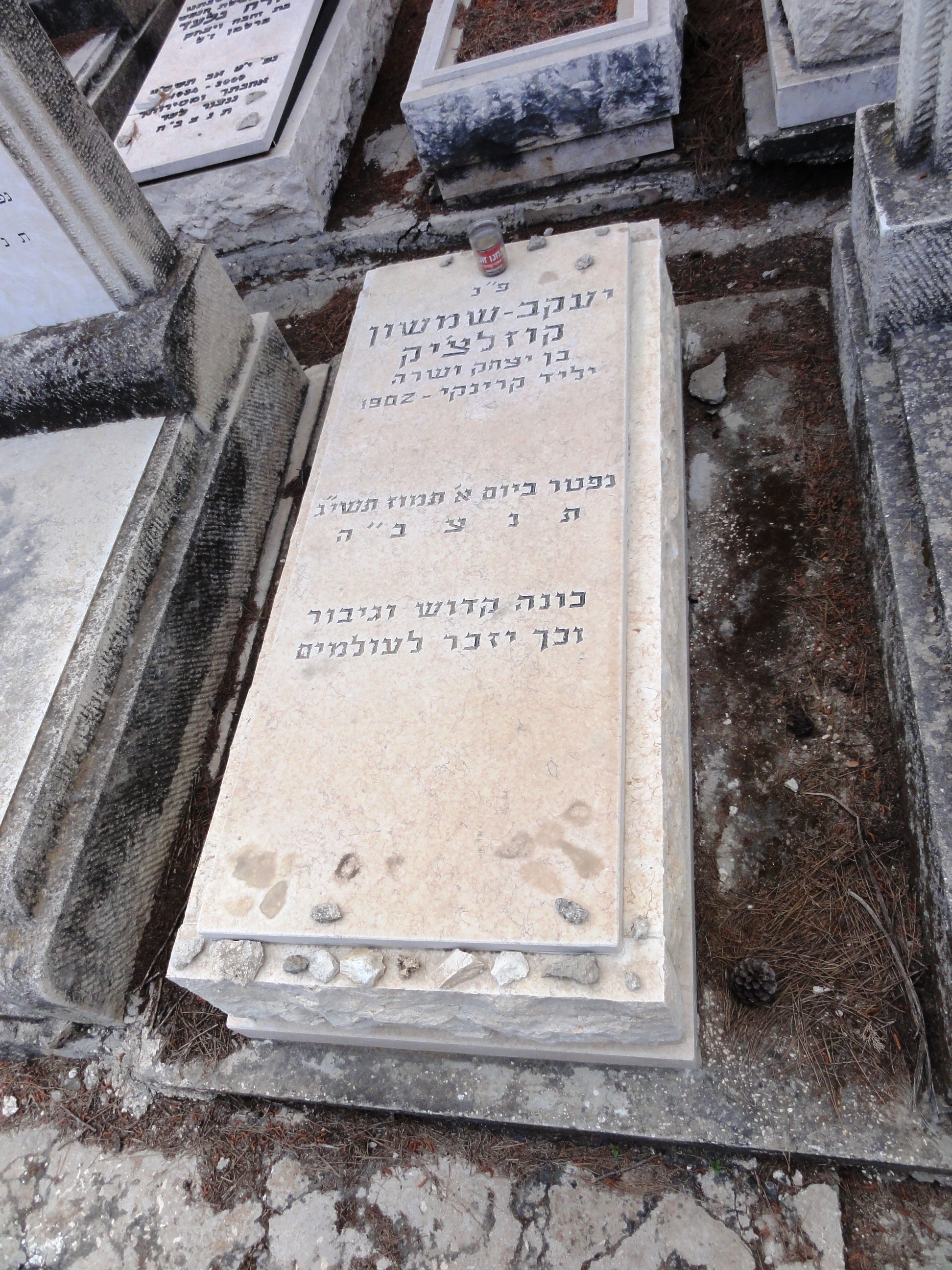
Jakob Kozelczyks Grabstein

Kozelczyk war nach seiner Freilassung damit beschäftigt, jüdische Holocaust-Überlebende bei der Übersiedelung nach Palästina zu unterstützen, wohin er selbst ein Jahr später emigrierte. In Cholon eröffnete Kozelczyk einen Kiosk und begann kurz darauf als Schausteller unter dem Künstlernamen "Samson Eisen" durch das Land zu touren.
Im September 1946 veröffentlichte die israelische Tageszeitung Haaretz einen Artikel, in dem behauptet wurde, Kozelczyk habe mit den Nazis kollaboriert, wogegen er eine Verleumdungsklage einreichte. Ein Verfahren gegen Kozelcyzk wurde aufgrund vieler entlastender Zeugenaussagen eingestellt. Die Verdächtigungen um die Beteiligung Kozelczyks an Kriegsverbrechen in Auschwitz führten auch zu zwei Auslieferungsanträgen aus Polen und Tschechien, welchen sich die israelische Regierung jedoch verweigerte.
Die Gerüchte um Kozelczyks Kollaboration hielten sich jedoch weiter und beendeten seine Karriere als Entertainer. Kozelczyk starb am 13. Juni 1953 in seiner Wohnung an einem Herzinfarkt. Sein Leichnam wurde auf dem Friedhof Kiryat Shaul, in Tel-Aviv beerdigt.

## Film
- 2015: The Kozalchik Affair (Fernsehfilm)